# Délégation générale à la langue française et aux langues de France
La délégation générale à la langue française et aux langues de France (DGLFLF) est, en France, un service rattaché au ministère de la Culture. Elle a pour mission d'animer, à l'échelon interministériel, la politique linguistique de la France, concernant à la fois la langue française et les langues régionales.

## Histoire
Créée en 1989 sous le nom de Délégation générale à la langue française (DGLF), elle est devenue en 2001 la Délégation générale à la langue française et aux langues de France afin de prendre en compte les langues régionales.
Elle avait succédé au Commissariat général à la langue française (aussi appelé Haut Commissariat à la langue française), créé en 1984 en remplacement du Haut Comité pour la défense et l'expansion de la langue française, lui-même créé en 1966 par le général de Gaulle et renommé Haut Comité de la langue française en 1973.
En 2003 est créé le grand prix Raymond-Devos de la langue française, financé et organisé par la Délégation générale à la langue française et aux langues de France.

## Missions

### Enrichissement du français
La DGLFLF veille au respect de la loi du 4 août 1994 en France, dite loi Toubon et en particulier au décret d'application de 1996 relatif à l'enrichissement de la langue française, modifié par le décret du 25 mars 2015, et de ses dispositions sur l'usage de la langue. Elle coordonne pour cela, avec la Commission d'enrichissement de la langue française, la mise au point de listes terminologiques par les groupes d'experts (anciennement commissions spécialisée de terminologie et de néologie) et l'Académie française. Concrètement, elle a participé à la mise en œuvre de FranceTerme, dictionnaire terminologique mis à la disposition du grand public sur internet.
Elle a assuré jusqu'à 2005 le secrétariat du Conseil supérieur de la langue française.

### Enseignement du français
Elle participe aux programmes d'enseignement du français aux migrants. Elle soutient l'utilisation des langues régionales dans les médias et les spectacles. Elle a notamment piloté en 2014 une expérimentation rendant accessible la base Joconde du ministère de la Culture en quatorze langues dont quatre langues régionales : le breton, le basque, l'occitan et le catalan.

### Promotion du français
Elle organise chaque année la Semaine de la langue française et de la francophonie au mois de mars. Elle est partenaire des Conférences TALN qui permettent à la communauté scientifique du traitement automatique des langues de se retrouver et d’échanger sur de nombreuses problématiques (analyse syntaxique, traitement de la parole, extraction de connaissances, sémantique de corpus…).

### Promotion des langues de France

#### Langues de France et multilinguisme outre-mer
Dans le cadre du plan ministériel pour l'outre-mer, la délégation générale de la langue française et aux langues de France / ministère de la Culture et de la Communication, a organisé, à Cayenne, du 14 au 18 décembre 2011, les états généraux du multilinguisme dans les outre-mer (EGM-OM),. Cette manifestation a rassemblé quelque 250 participants venus non seulement de Guyane, mais aussi de l'ensemble de la France d'outre-mer, de métropole et de pays voisins, avec pour objectifs de formuler des recommandations générales pour la mise en œuvre d'une politique des langues en outre-mer. La DGLFLF a choisi de rédiger les actes des EGM-OM sur Wikibooks.

#### Langues de France: actions avec Wikimédia France
La DGLFLF est partenaire de l'association Wikimédia France et conduit avec elle un projet visant à documenter et valoriser les langues régionales de France sur les projets Wikimédia et internet en général. Le projet a notamment mené à la création de la plateforme Lingua Libre en 2015.

## Liste des délégués généraux
Les délégués généraux à la langue française, puis à la langue française et aux langues de France, ont été successivement :
- 1989-1993 : Bernard Cerquiglini[a], normalien, agrégé de lettres modernes, professeur de linguistique
- 1993-2001 : Anne Magnant (d)[b], énarque[12]
- 2001-2004 : Bernard Cerquiglini[c], pour la deuxième fois
- 2004-2015 : Xavier North[d], normalien, agrégé de lettres modernes
- 2015-2018 : Loïc Depecker[e], normalien, agrégé de grammaire, lexicologue
- Depuis 2018 : Paul de Sinety (d)[f], ancien responsable du livre à Culturesfrance et à l'Institut français

## Liste des langues de France

### Langues européennes et nord-africaines

#### Langues d'oïl (nord de la France)
1. Normand

2. Picard

3. Wallon

4. Champenois

5. Lorrain

6. Gallo

7. Bourguignon-morvandiau

8. Poitevin-saintongeais

9. Franc-comtois

#### Langues d'oc (sud de la France)
10. Occitan (langue d’oc) – avec ses variantes :

11. Languedocien

12. Gascon (dont béarnais)

13. Provençal (dont niçard)

14. Limousin

15. Auvergnat

16. Vivaro-alpin (gavot)

#### Langues franco-provençales (arpitanes)
17. Franco-provençal (arpitan) – notamment en Rhône-Alpes, Savoie

#### Langues celtiques
18. Breton

19. Gaélique écossais (présent à Saint-Pierre-et-Miquelon)

#### Langues germaniques
20. Alsacien

21. Francique mosellan (et platt lorrain)

22. Francique rhénan

23. Francique luxembourgeois

#### Langues romanes hors France continentale
24. Corse

25. Ligure (brigasque, royasque – Alpes-Maritimes)

26. Italien dialectal (Piémontais, Lombard) – dans certaines vallées

#### Langues ibéro-romanes
27. Catalan

28. Aranais (forme de l’occitan en Catalogne espagnole)

29. Espagnol dialectal (castillan régional, galicien)

#### Langues berbères (présentes par immigration mais parfois anciennes)
30. Kabyle

31. Chaoui

32. Tamazight

33. Tarifit

### Langues d’Outre-mer

#### Langues créoles à base lexicale française
34. Créole guadeloupéen

35. Créole martiniquais

36. Créole guyanais

37. Créole réunionnais

38. Créole mauricien (présent à La Réunion)

39. Créole seychellois (à Mayotte et La Réunion)

40. Créole haïtien (présent à Saint-Martin, Guadeloupe)

#### Langues de Mayotte
41. Shimaore (Mayotte – comorien local)

42. Kibushi (Mayotte – malgache local)

#### Langues amérindiennes (Guyane)
43. Kali'na (Galibi)

44. Wayana

45. Wayampi

46. Palikur

47. Teko (Emerillon)

48. Apalaï

49. Aluku

50. Ndjuka (ou Nengee tongo, langues bushinenguées)

51. Paramaca

52. Saramaka

#### Langues austronésiennes de Nouvelle-Calédonie
53. Drehu (Lifou)

54. Nengone (Maré)

55. Paicî

56. Ajië

57. Xârâcùù

58. Xârâgurè

59. Iaai

60. Fwâi

61. Pije

62. Arhö

63. Arop-Lokep

64. Cèmuhî

65. Fagauvea (Ouvéa)

66. Numèè

67. Nââ numèè

68. Tîrî

#### Langues austronésiennes de Polynésie
69. Uvea (Wallis)

70. Futunien (Futuna)

71. Tahitien

72. Marquisiens (nord et sud)

73. Mangarévien

74. Paumotu (ou reo Paumotu – Tuamotu)

75. Rapa (île de Rapa)